# Grotte de Saint-Marcel
Grotte de Saint-Marcel (česky jeskyně Saint Marcel) je jeskyně nalézající se na území obce Bidon ve francouzském departementu Ardèche nad údolím Gorges de l'Ardèche.
Přestože jeskyně leží na území obce Bidon, samotná jeskyně od roku 1228 patří obci Saint-Marcel d'Ardèche na základě darování pozemku na kterém se jeskyně nalézá tehdejším majitelům městečka Saint-Marcel d'Ardèche.
Přírodní vchod do jeskyně objevil v roce 1838 místní lovec při lovu s fretkou. V roce 1894 vydává Edouard-Alfred Martel, zakladatel moderní francouzské speleologie, první vědecký popis tehdy známých prostor jeskyně. Další prostory jeskyně objevuje v letech 1930 - 1940 Robert de Joly, objevitel jeskyně l’Aven d'Orgnac. Další prostory jsou objeveny v roce 1960 a od roku 1980 pokračuje potápěčský průzkum jeskynního systému.
Do dnešního[kdy?] dne bylo ve zdejším jeskynním systému objeveno více než 57 km jeskynních chodeb, z toho přes 17 km je zatopených.
Jeskynní systém je poprvé zpřístupněn v roce 1870, v té době však pouze pro organizované výlety. V roce 1962 byl vybudován vstupní objekt a v roce 1989 byl dokončen tunel do turisticky nejatraktivnější části jeskyně.
Jeskyně je chráněna od roku 1934 jako historická památka.
Na naučném chodníku nedaleko od jeskyně se nalézá kamenný megalitický Menhir Grosse Pierre.

## Galerie

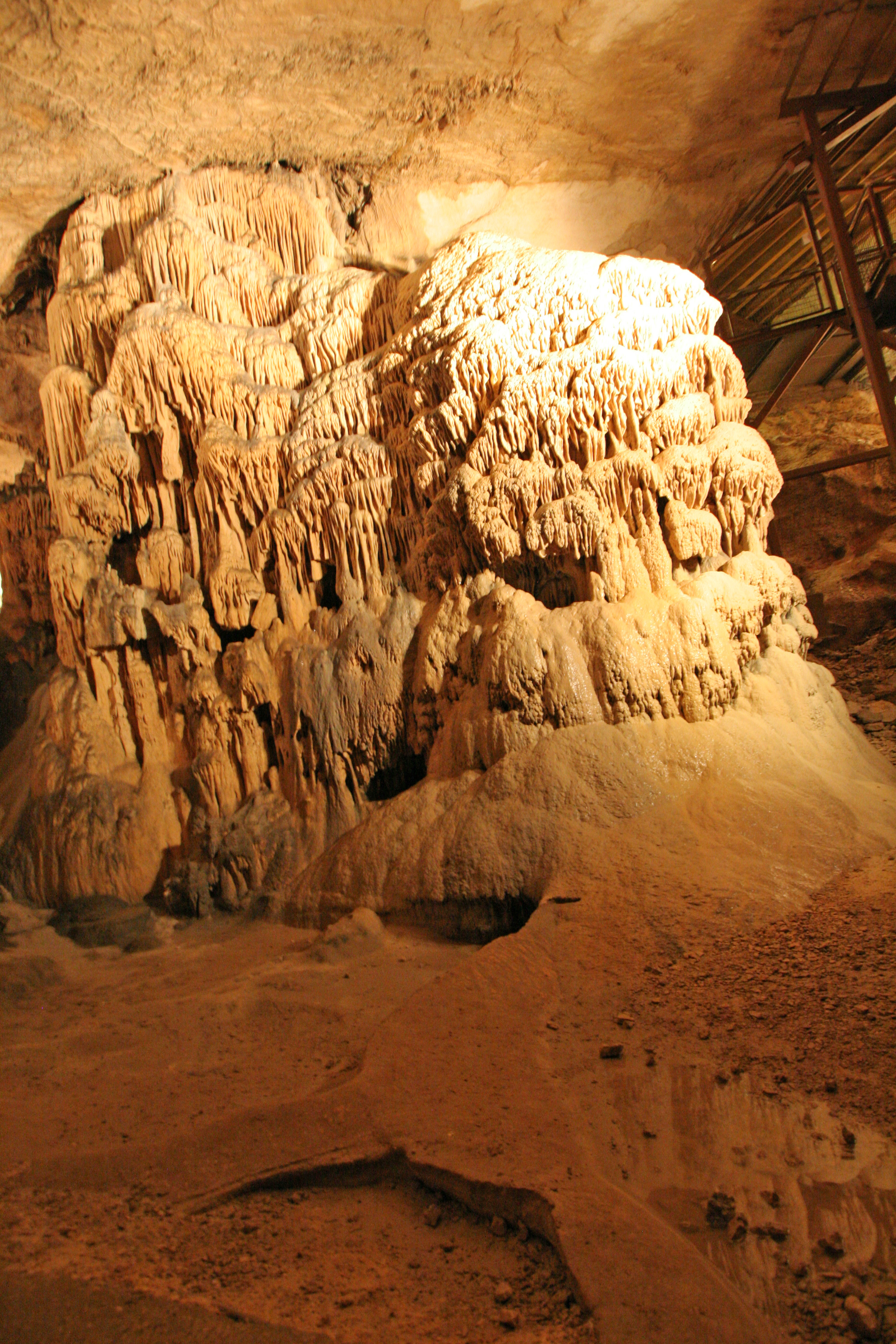
Jeskyně Grotte de Saint-Marcel-d'Ardèche
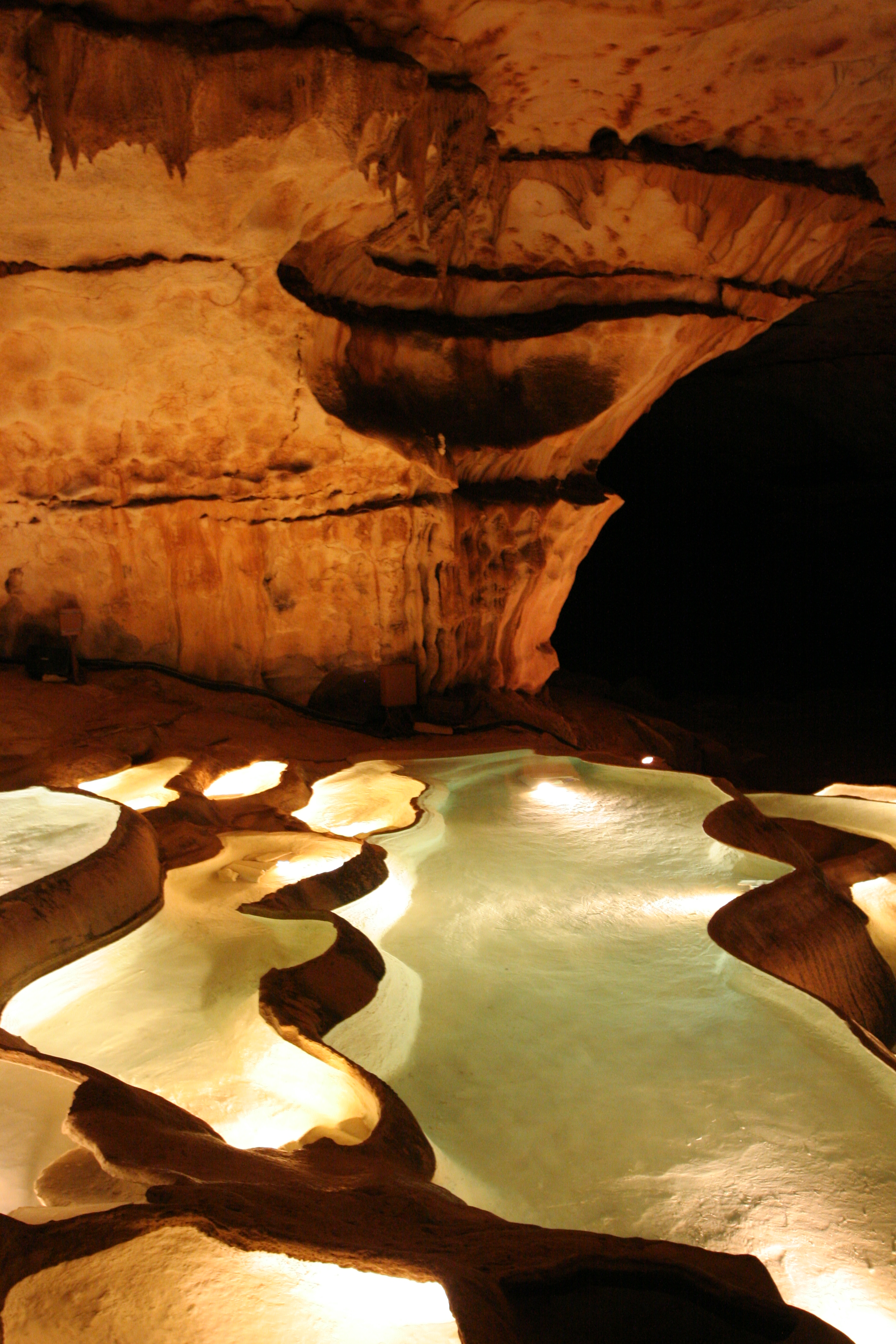
Jeskyně Grotte de Saint-Marcel-d'Ardèche
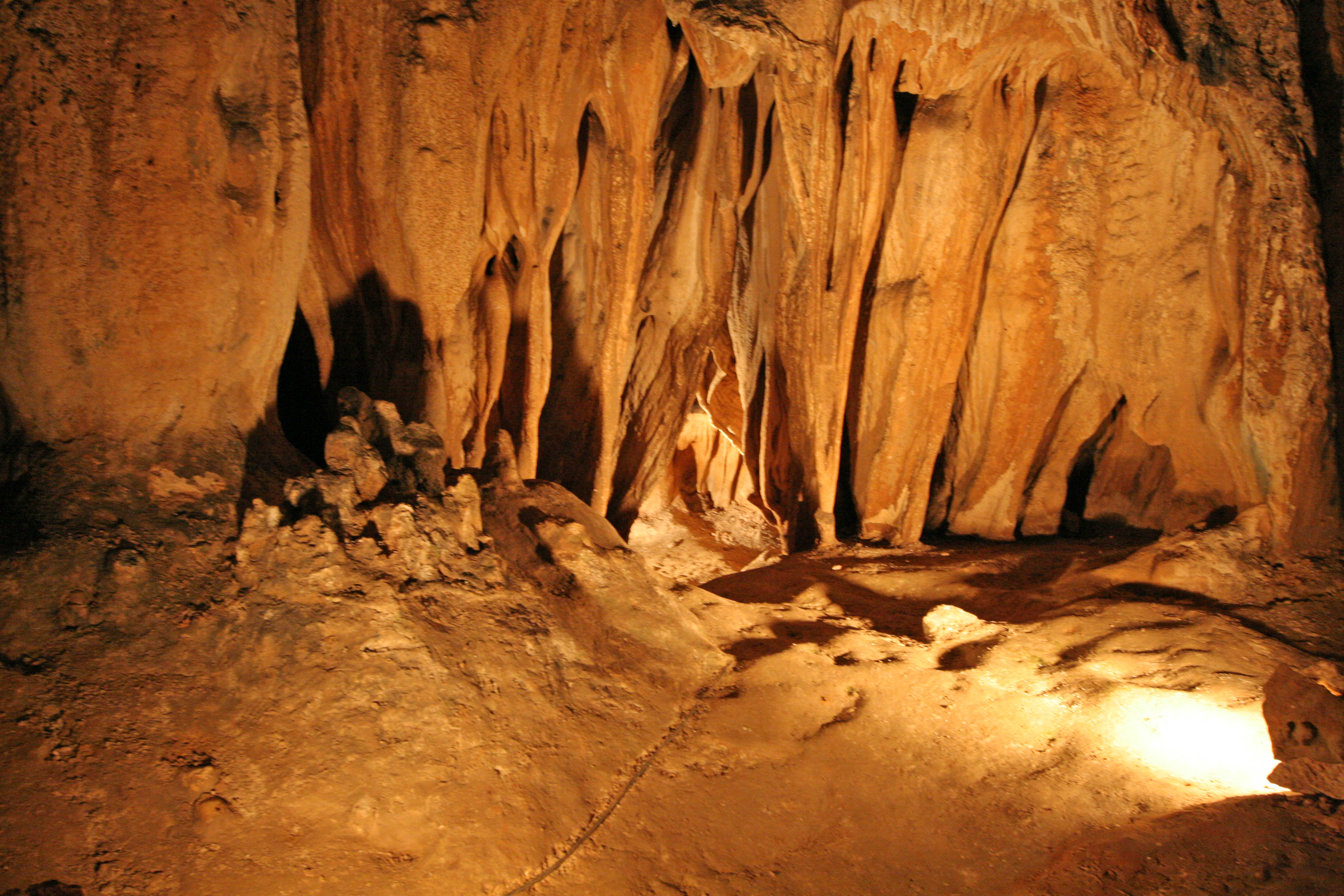
Jeskyně Grotte de Saint-Marcel-d'Ardèche
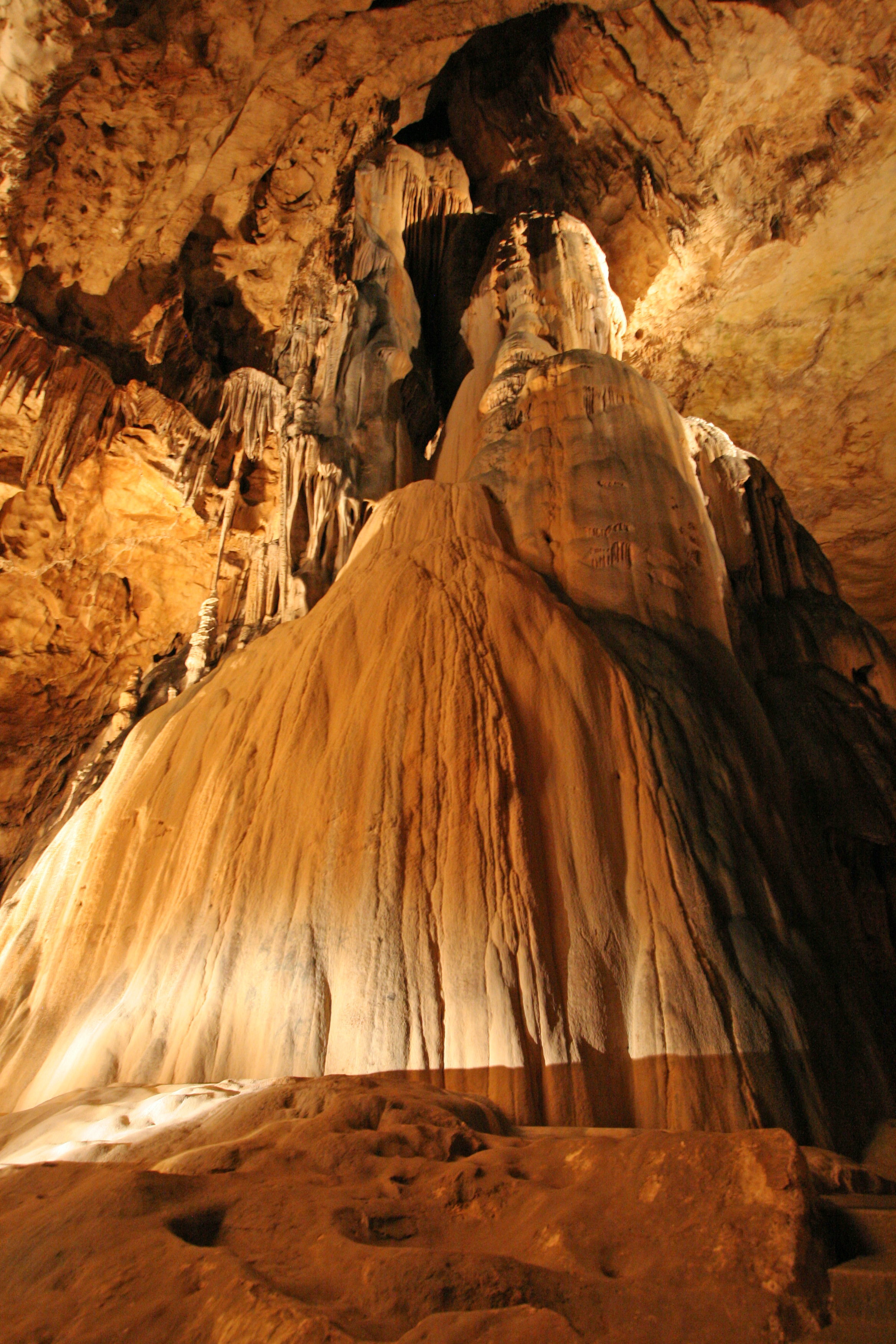
Jeskyně Grotte de Saint-Marcel-d'Ardèche
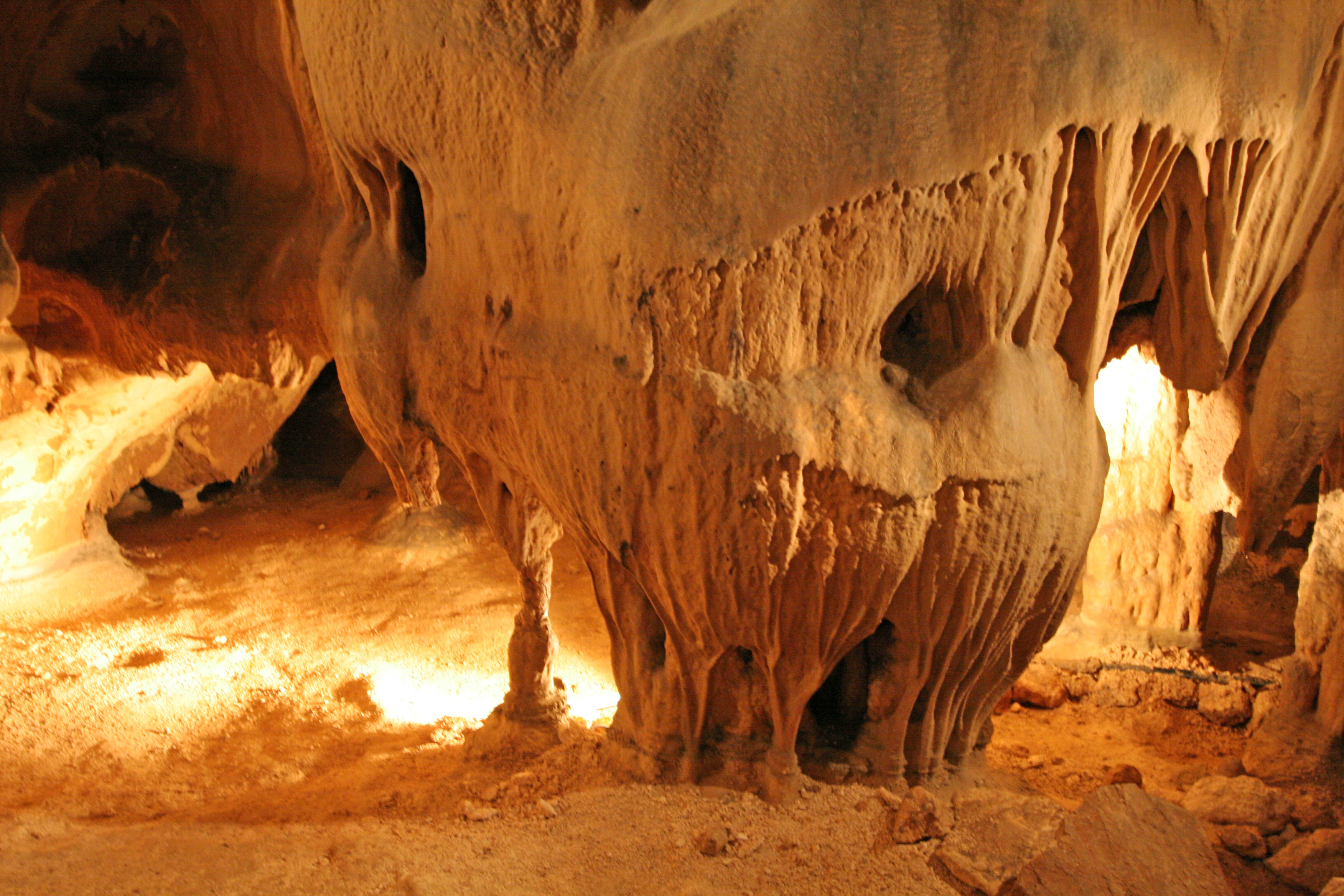
Jeskyně Grotte de Saint-Marcel-d'Ardèche
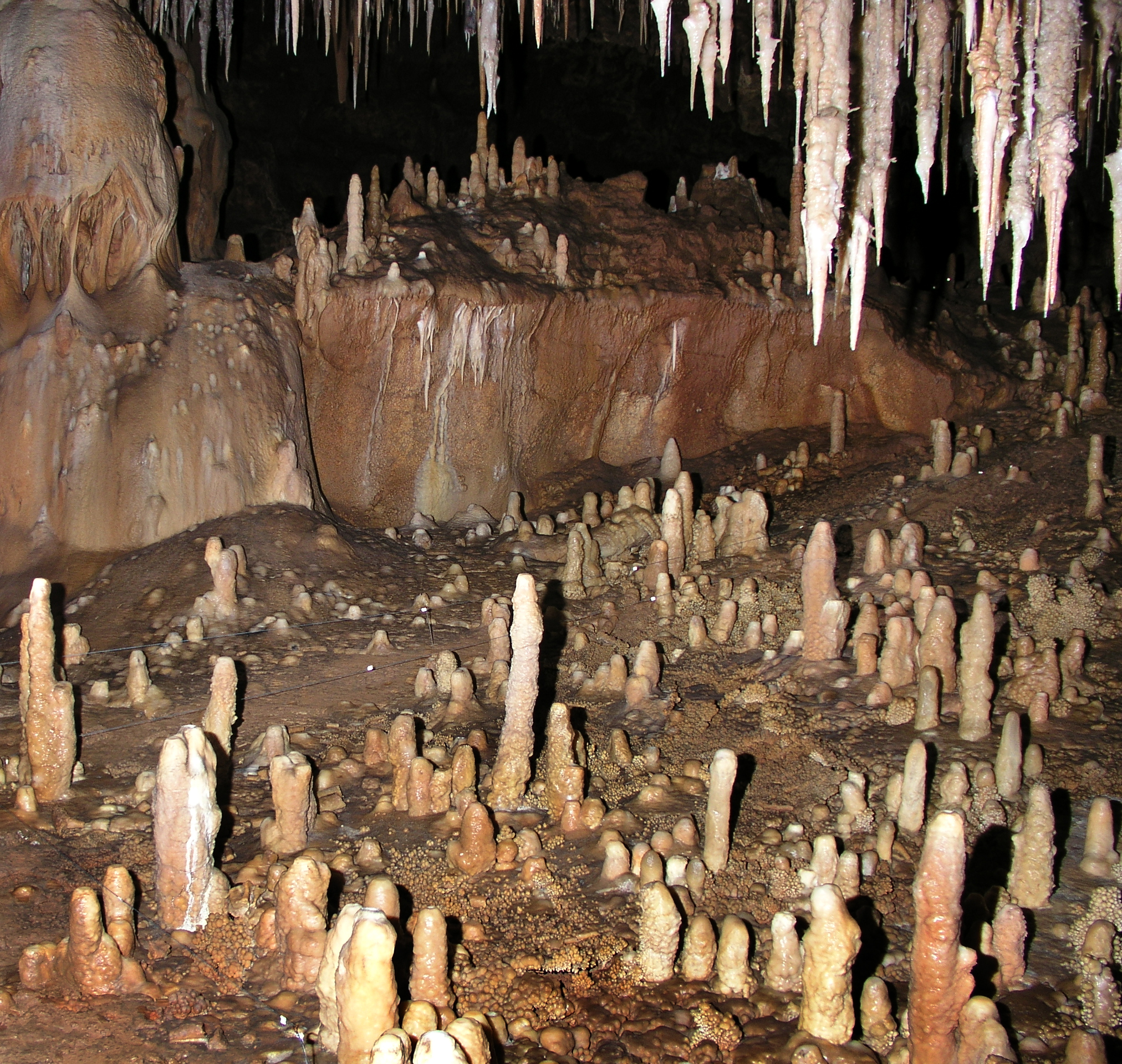
Jeskyně Grotte de Saint-Marcel-d'Ardèche